# Circondario di Herford
Il circondario di Herford (targa HF) è uno dei circondari (Kreis) della Renania Settentrionale-Vestfalia, in Germania.
Appartiene al distretto governativo (Regierungsbezirk) di Detmold. Capoluogo e centro maggiore è Herford.

## Geografia antropica

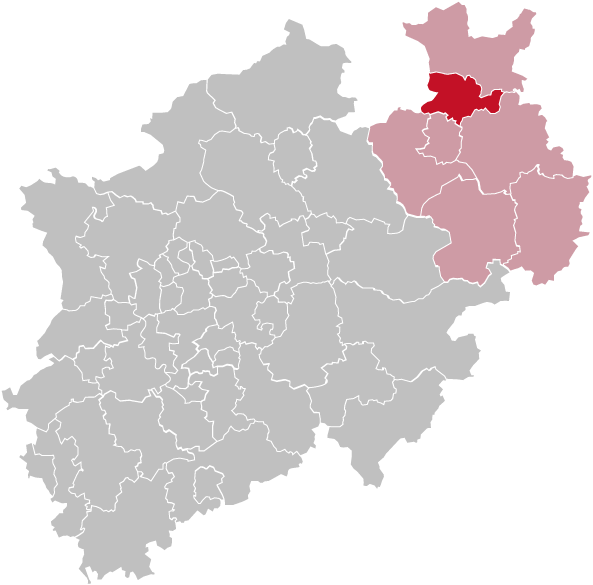
Il circondario di Herford nel Renania Settentrionale-Vestfalia

Il circondario di Herford comprende 6 città e 3 comuni.
(Abitanti al 31 dicembre 2021)

### Città
- Bünde (media città di circondario) (45 364)
- Enger (20 483)
- Herford (grande città di circondario) (66 551)
- Löhne (media città di circondario) (39 977)
- Spenge (14 313)
- Vlotho (18 334)

### Comuni
- Hiddenhausen (19 790)
- Kirchlengern (16 111)
- Rödinghausen (9 712)